# Langdonken
Langdonken is een natuurgebied in de Belgische gemeenten Aarschot en Herselt.  Het gebied is Europees beschermd als onderdeel van Natura 2000-gebied 'Bovenloop van de Grote Nete met Zammelsbroek, Langdonken en Goor' (habitatrichtlijngebied BE2100040).

## Gebied
Het reservaat bevindt zich op de overgang van de arme zandgronden van de Kempen en de rijkere leemgronden van het Hageland. De Langdonken bestaan vooral uit moerassen gelegen in de vallei van de Kalsterloop. De naam Langdonken verwijst naar de lange S-vormige donk door het moeras. Er komt in de bodem zowel wit zand, lemig zand, zandig leem, leem en klei voor. Men vindt er verschillende biotopen zoals broekbos, heiderelicten en dottergrasland. Deze biotopen worden door beheer verder verbeterd.
Verschillende percelen in de Langdonken werden in het verleden gebruikt ten behoeve van de landbouw of beplant met dennen. Deze werden via natuurherstelwerken terug heringericht en de aanwezige vennen werden heraangelegd. In het gebied is er een aaneenschakeling van gras- en hooilanden, broekbossen en wilgenstruwelen, eiken- berkenbossen, droge en natte heiden en blauwgraslanden. Het kwelwater in het gebied is kalkrijk, wat in combinatie met de eerder zure zandgrond, een bijzonder biotoop geeft voor zeldzame planten en dieren, waaronder klokjesgentiaan, blauwe zegge, moeraswolfsklauw, galigaan en zonnedauw.
Een groot deel van het gebied is eigendom van Natuurpunt en wordt ook door hen beheerd. Een kleiner deel wordt beheerd door het Agentschap voor Natuur en Bos.

## Fauna en Flora

### Fauna
Vogels
Boomvalk, boompieper, watersnip, blauwe reiger, 
Ongewervelden
gevlekte witsnuitlibel

### Flora
- Spaanse ruiter, kleine zonnedauw, eik, stekelbrem, dopheide, zegge, gele lis, wijdbloeiende rus, teer guichelheil,

## Afbeeldingen

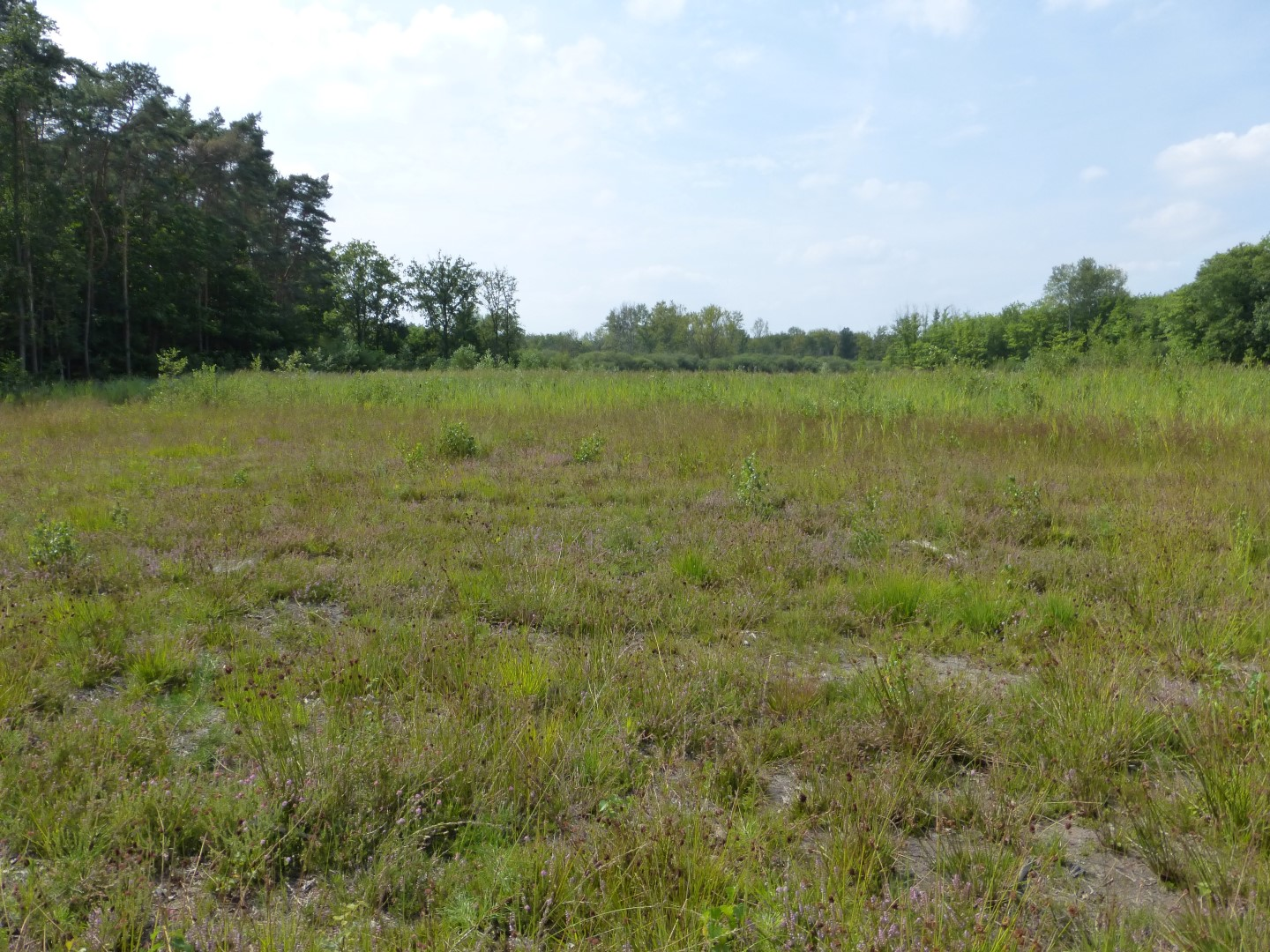
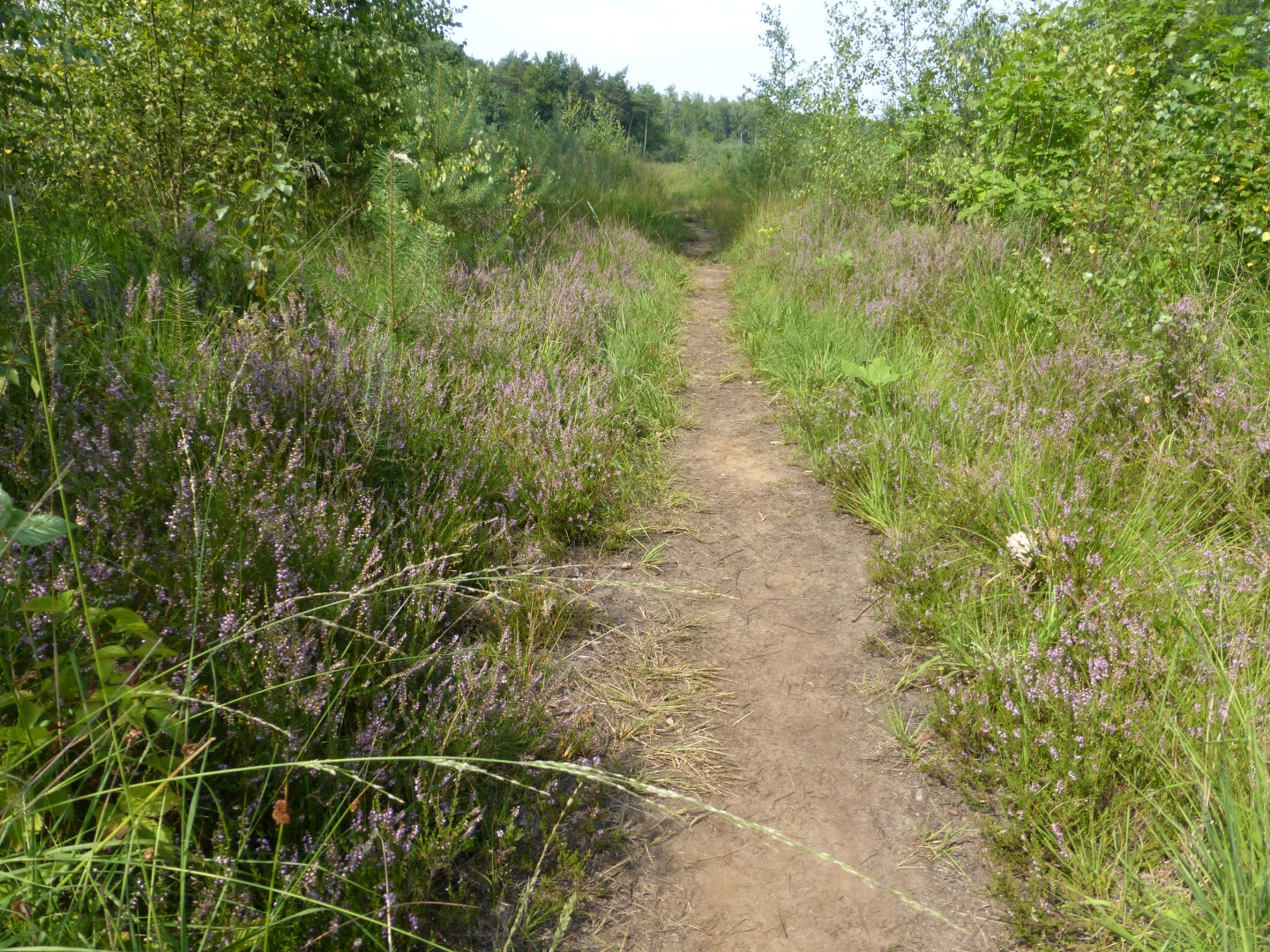